# Acrodactyla quadrisculpta
Acrodactyla quadrisculpta là một loài tò vò trong họ Ichneumonidae.

## Hình ảnh

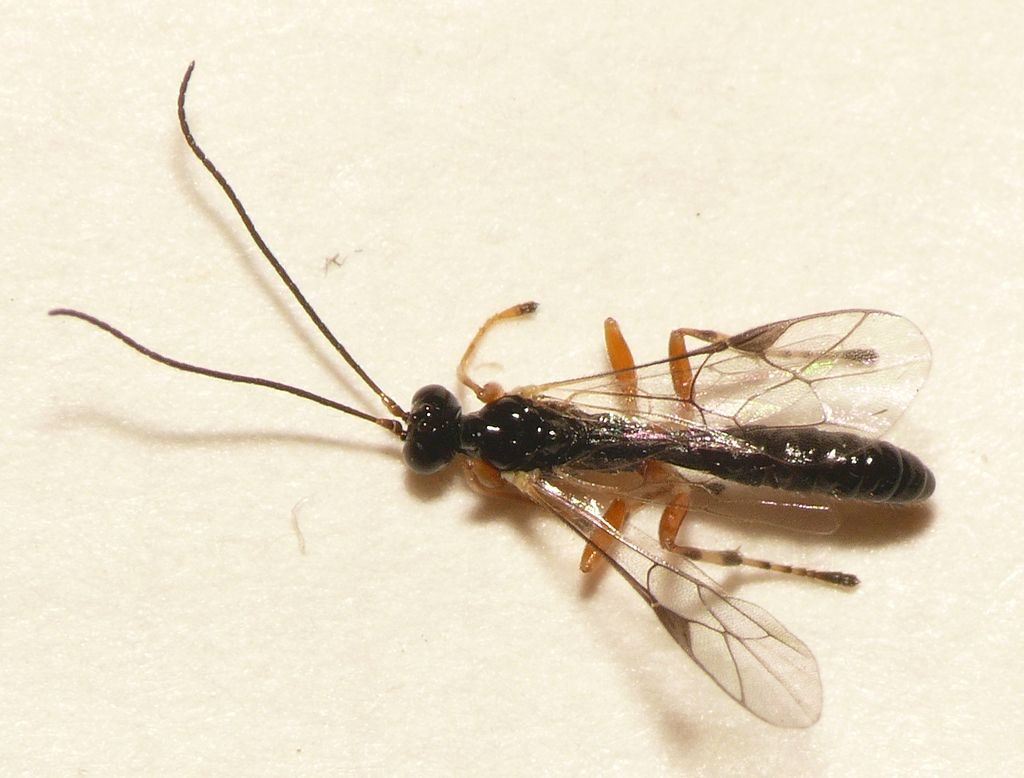
Một ấu trùng Acrodactyla quadrisculpta (thuộc họ Ichneumonidae) sống ký sinh ở một con nhện tetragnatha montana
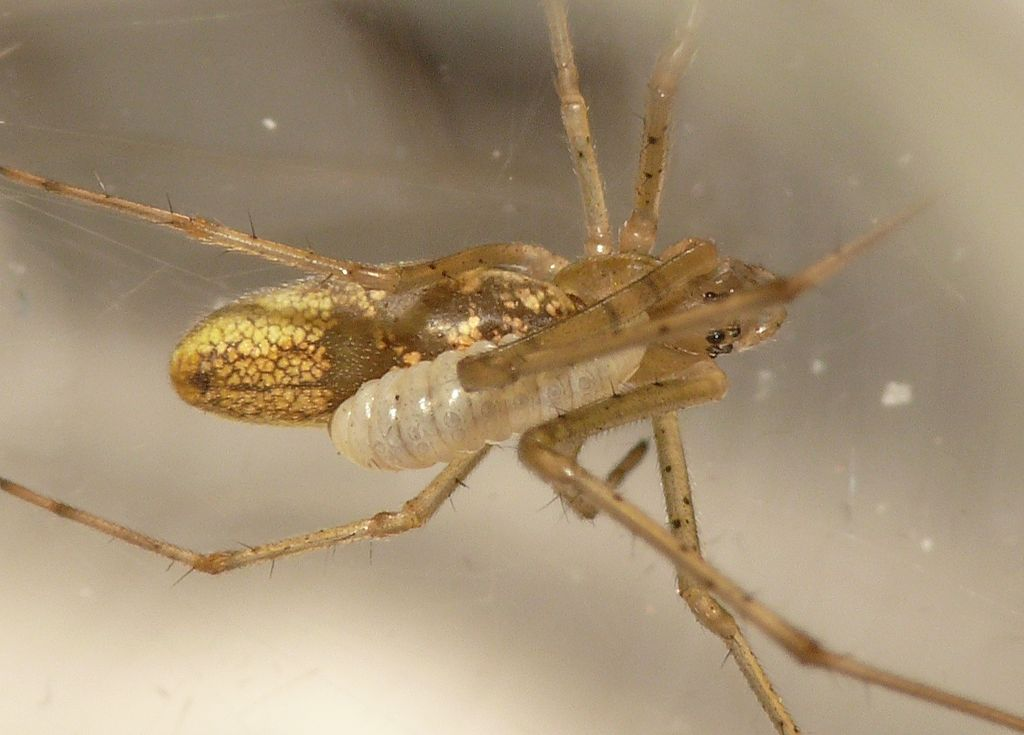